# Новозеландская кошачьеголовая акула
Новозеландская кошачьеголовая акула, или кошачьеголовая акула, или шашечная акула, или японская головастая акула (Cephaloscyllium isabellum) — один из видов рода головастых акул, семейство кошачьих акул (Scyliorhinidae). Это эндемик Новой Зеландии. Максимальный размер составляет 1 м. Размножается, откладывая яйца. 

## Таксономия
Французский натуралист Пьер Жозеф Бонатерр изначально описал кошачьеголовую акулу, как Squalus isabella в 1788 году в выпуске «Tableau encyclopédique et méthodique des trois règnes de la nature». Он основывал свой отчёт на статье «L’Isabelle», приписываемой Пьеру-Марии-Огюсту Бруссоне в исследовании 1780 года «Histoire de l’Académie Royale des Sciences». Первичный голотип был утрачен. Поздние авторы отнесли этот вид к роду головастых акул Cephaloscyllium.
Кошачьеголовые акулы очень напоминают Cephaloscyllium umbratile и австралийскую головастую акулу, которых в разное время разные авторы считали одним видом кошачьеголовых акул.Cephaloscyllium laticeps. Кошачьеголовые акулы отличаются от австралийских головастых акул окрасом и формой капсулы, в которую заключены яйца, а от Cephaloscyllium umbratile окрасом и морфологическими параметрами.

## Ареал и среда обитания
Кошачьеголовые акулы обитают исключительно в прибрежных водах Новой Зеландии, включая острова Снэрс, архипелаг Чатем и остров Стьюарт на континентальном и островном шельфе на глубине от 0 до 400 м. Это донные рыбы, которые предпочитают скалистые рифы и прилегающее к ним мягкое дно. Самки и самки держаться отдельно.

## Описание
Как правило, кошачьеголовые акулы не превышают 1 м в длину, хотя изредка встречаются особи длиной 1,5. Максимальный зафиксированный размер составляет 2,4 м, но, вероятно, это была плоскоголовая семижаберная акула Notorynchus cepedianus или какой-то другой вид. Самки крупнее самцов. У этих акул плотное, веретенообразное тело, которое постепенно сужается к довольно тонкому хвостовому стеблю. Голова короткая, широкая и немного приплюснутая. Морда широкая и закруглённая. Овальные глаза расположены высоко и имеют рудиментарное третье веко. Под глазами находятся сильные горизонтальные выступы. Ноздри окаймлены складками кожи, которые не достигают рта. Рот очень крупный и изогнутый. Верхние зубы видны, даже когда рот закрыт. Борозды по углам рта отсутствуют.
Грудные плавники крупные и широкие каудальные края слегка вогнуты. Спинные плавники сдвинуты к хвосту. Первый спинной плавник расположен над брюшными плавниками. Второй спинной плавник существенно меньше и расположен над анальным плавником. Птеригоподии самцов очень короткие и толстые. Анальный плавник крупнее второго спинного плавника. Хвостовой плавник короткий и широкий, с хорошо развитой нижней лопастью и глубокой вентральной выемкой у кончика верхней лопасти. Кожа толстая, покрыта разбросанными плакоидными чешуйками стреловидной формы с тремя горизонтальными гребнями. Окрас, как следует из одного из принятых названий, представляет собой тёмные пятна (от 1 до 11) разбросанные по золотисто-коричневому фону, брюхо светлее.

## Биология и экология
Днём кошачьеголовые акулы впадают в состояние, подобное летаргии, и прячутся в щелях и пещерах на рифах, а ночью охотятся. Их рацион состоит из разнообразных рыб и беспозвоночных, включая, катранов, треску, окуней, кальмаров, осьминогов, брюхоногих, крабов, креветок и червей.
Подобно прочим головастым акулам кошачьеголовые акулы способны накачиваться водой и раздуваться в случае опасности; таким способом они расклиниваются в щелях и не дают себя схватить и даже отпугивают хищника. Будучи пойманными и выброшенными на берег они могут надуться воздухом. Сдуваясь, они издают звуки, похожие на лай большой собаки. Этот вид размножается, откладывая по два яйца за один раз, заключённые в мягкую капсулу кремового цвета длиной 12 см. Спиральные отростки по углам позволяют капсуле прикрепиться к подводным предметам. Новорожденные имеют длину 16 см. Самцы и самки достигают половой зрелости при длине 60 см и 80 см соответственно.

## Взаимодействие с человеком
Кошачьеголовые акулы встречаются довольно часто. Они не представляют опасности для человека. Часто попадают в качестве прилова в траловые сети, а также при ловле лобстеров. По-видимому, большинство выпущенных обратно в море акул выживает, поскольку они довольно долго могут находиться на воздухе. С 1988 по 1991 в Новой Зеландии велась добыча акул с целью получения жира из печени. В отчётах упоминается, что улов кошачьеголовых акул в тот период составлял 74—540 тонн в год. После прекращения добычи этот показатель снизился до 5 тонн в год. Международный союз охраны природы присвоил этому виду статус сохранности «Вызывающий наименьшие опасения».